# Ryuji Sato
Ryuji Sato (ur. 16 kwietnia 1977 w Nagoja) – japoński sędzia piłkarski. Od 2009 roku sędzia międzynarodowy.
Sato znalazł się na liście 35 sędziów Mistrzostw Świata 2018.